# 金锺泰电力机车联合企业

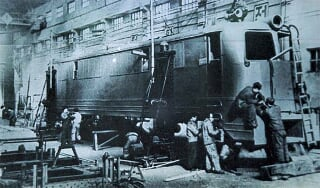
20世纪60年代的平壤电力机车工场，工人们正在装配“赤旗1型”电力机车。

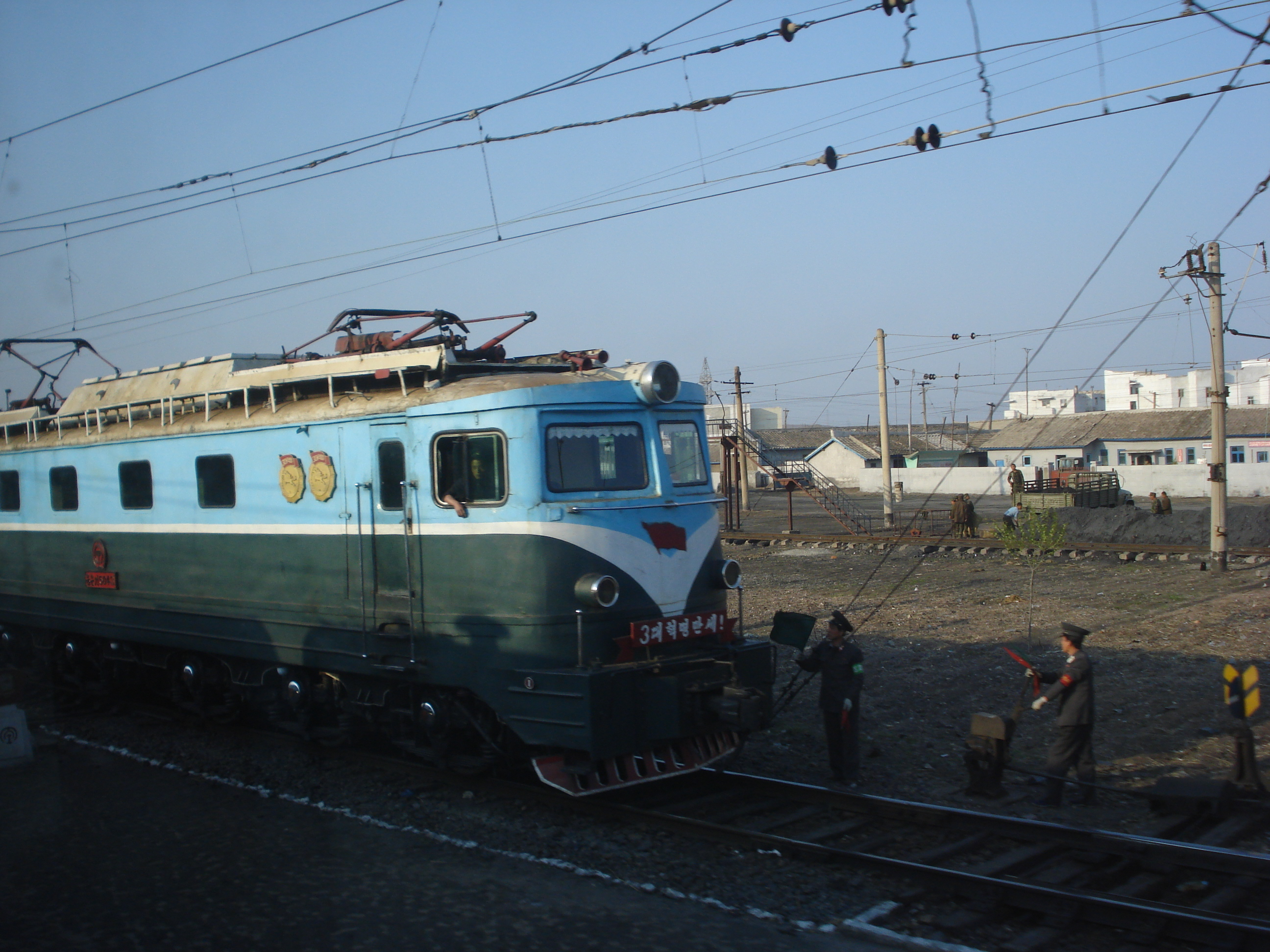
一辆“赤旗1型”电力机车。

金锺泰电力机车联合企业（朝鲜语：／ Kim Chong-t'ae Chŏn'gi Kigwanch'a Ryŏnhap Kiŏpso），是朝鮮一家铁道机车车辆制造厂。

## 简介
金锺泰电力机车联合企业的前身“西平壤铁道工场”于1945年11月10日建立，初期仅负责铁路列车维修。1961年，工厂改名为“平壤电力机车工场”，并制造出了朝鲜第一列国产电力机车——赤旗1型电力机车。1969年，为纪念“统一革命党事件”中被当局处决的统一革命党领导人金锺泰，工厂改为现在的名称。2015年7月，该厂制造的平壤地铁100型电车正式总装下线，并于2016年1月1日投入到平壤地铁革新线使用。